# Variabel
För stjärnorna, se variabel stjärna
En variabel är något som kan ändras. Inom matematiken och datavetenskapen betecknar den ett namngivet objekt som används för att representera ett okänt värde, till exempel ett reellt tal. Variabler används i öppna utsagor. I matematik kan de anses stå i motsats till konstanter som är oföränderliga, liksom till parametrar som hålls konstanta under en given process eller beräkning. I datavetenskap är en variabel en plats i en dators minne reserverat för någon typ av data.

## Användning
Variabler är användbara i matematik och dataprogrammering därför att de låter instruktioner bli generellt specificerade. Om man vore tvungen att använda faktiska värden, skulle instruktionerna bara kunna appliceras i snäva och specifika situationer. För att exempelvis beräkna kvadraten på ett tal, så räcker det med att ersätta x med valfritt tal. En matematisk definition för att hitta kvadraten på vilket tal som helst kan skrivas:
square(x) = x * x.
Ett exempel skulle kunna vara hur lång Melker är, kontra hur gammal han är. Till exempel: Melker är 159 cm lång och y år gammal. Hur lång är Melker när han är x cm lång och 24 år gammal?

I ovanstående exempel kan variablerna x och y ses som behållare för tal. Uttrycket x * x är den regel (beräkning, uttryck, funktion) som beskriver hur man ur x kan beräknar dess kvadrat som ska bli värdet i y. En viktig sak vi måste kräva är att värdet på varje förekomst av x i en beräkning är detsamma – att x inte får ett nytt värde mellan det första x och det andra x. Vid exekvering av dataprogram kan sådant inträffa av misstag, om till exempel square-funktionen avbryts tillfälligt av annan process som förändrar x.

## Oberoende och beroende variabler
I matematiken är oberoende variabler sådana som man själv kan välja värde på, medan en beroende variabel anger resultatet av en beräkning där en eller flera oberoende variabler har använts. Vid beräkning av Body Mass Index är kroppens vikt och längd två oberoende variabler, medan det BMI-värde som beräkningsformeln ger är en beroende variabel. Man säger därför att BMI-värdet är beroende av vikten och längden.
I vissa sammanhang, främst inom matematik och fysik, säger man ofta bara variabel men menar egentligen oberoende variabel. Istället för beroende variabel säger man i så fall funktionsvärde. Man underförstår alltså att man själv är fri att variera variabler.
Inom sannolikhetslära används begreppet stokastisk variabel, som egentligen är en funktion från utfallsrum till en värdemängd. Här använder man beroende och oberoende i en annan mening. Två stokastiska variabler kallas oberoende (av varandra) om sannolikheten för ett visst utfall i den ena variabeln inte påverkas av utfallet i den andra. Sannolikheten att en slumpmässigt vald person har lungcancer är inte oberoende av om personen är rökare eller ej. Givet att personen är rökare, är sannolikheten större att personen har lungcancer.

## Matematik
Inom matematiken är variabler vanligtvis representerade av bokstäver från det latinska alfabetet, men man använder även bokstäver från andra alfabet och olika slags symboler.
Variabler skrivs inom matematiken i regel i kursiv stil, exempelvis x, y, z, ρ och λ.
I formeln x + 1 = 5, är x en variabel som representerar ett "okänt" tal. I det här fallet är x = 4.

## Datavetenskap
I datavetenskap är variabler oftast representerade av antingen enstaka bokstäver eller alfanumeriska strängar. En vanlig begränsning är emellertid att variabelnamn inte får inledas med en siffra.

### Exempel
I C++-programmering deklarerar man en variabel (i det här fallet av heltalstypen int) så här:
```
int
 
variabelnamn
;

```

Det går också att tilldela variabeln ett värde i samband med att den deklareras (detta värde kan sedan naturligtvis ändras):
```
int
 
variabelnamn
 
=
 
9
;

```

Ett helt program som skapar en variabel och sedan ändrar värdet på den kan se ut så här:
```
#include
 
<iostream>

using
 
namespace
 
std
;

int
 
main
()

{
 

   
cout
 
<<
 
"Skriv in en siffra: "
;
 
//Skriver ut en begäran om att ange en siffra

   
int
 
siffra
;
   
//Skapar en heltalsvariabel

   
cin
 
>>
 
siffra
;
 
//Låter användaren mata in en siffra i variabeln "siffra"

   
cout
 
<<
 
"Du matade in siffran "
 
<<
 
siffra
 
<<
 
endl
;
 
//Skriver ut siffran

   
siffra
 
=
 
9
;
 
//ändrar värdet på variabeln till "9"

   
cout
 
<<
 
"Jag tycker bättre om siffran "
 
<<
 
siffra
 
<<
 
endl
;
 
//Skriver ut det som nu finns i variabeln "siffra"

   
return
 
0
;

}

```